# Viva la muerte
«Viva la muerte» es una película franco-tunecina dirigida por Fernando Arrabal en 1971. El guion está basado en su obra Baal Babylone. Los títulos de crédito contienen dibujos del aclamado artista, actor y novelista Roland Topor.

## Argumento
Después de la guerra civil española, Fando, un niño de unos diez años, intenta averiguar el motivo de la desaparición de su padre. Pronto descubre que su madre, católica ferviente, fue la que denunció a su marido porque era antifascista. Fando quiere saber lo que sucedió con su padre, debatiéndose entre sentimientos de amor y de odio hacia su madre, y la esperanza de encontrar a su padre con vida.